# Провинции Чили
Провинция — административно-территориальная единица Чили второго порядка. Всего в стране насчитывается 54 провинции, объединённые в 15 областей (регионов). Провинции возглавляются губернатором, назначаемым президентом. В свою очередь, провинции делятся на коммуны.

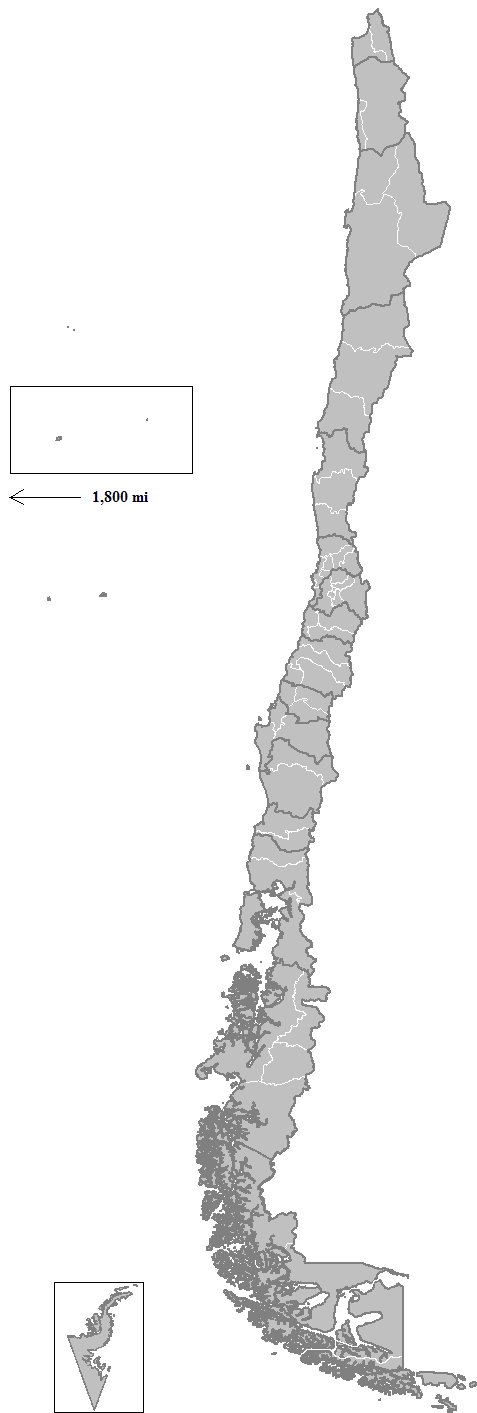
Провинции Чили

## I —Область Тарапака
- Икике
- Тамаругаль (с октября 2007)
- Арика (стала частью XV — области Арика-Паринакота с октября 2007)
- Паринакота (стала частью XV — области Арика-Паринакота с октября 2007)

## II —Область Антофагаста
- Антофагаста
- Эль-Лоа
- Токопилья

## III —Область Атакама
- Копьяпо
- Чаньяраль
- Уаско

## IV —Область Кокимбо
- Эльки
- Чоапа
- Лимари

## V —Область Вальпараисо
- Вальпараисо
- Исла-де-Паскуа
- Лос-Андес
- Марга-Марга[1]
- Петорка
- Кильота
- Сан-Антонио
- Сан-Филипе-де-Аконкагуа

## VI —Область Либертадор-Хенераль-Бернардо-О’Хиггинс
- Качапоаль
- Карденаль-Каро
- Кольчагуа

## VII —Область Мауле
- Талька
- Каукенес
- Курико
- Линарес

## XVI —Область Ньюбле(с сентября 2018 г.)
- Пунилья
- Дигильин
- Итата

## VIII —Область Био-Био
- Консепсьон
- Арауко
- Био-Био

## IX —Область Араукания
- Каутин
- Мальеко

## X —Область Лос-Лагос
- Льянкиуэ
- Чилоэ
- Осорно
- Палена
- Вальдивия (стала частью области XIV — Лос-Риос с октября 2007)

## XI — ОбластьАйсен-дель-Хенераль-Карлос-Ибаньес-дель-Кампо
- Койайке
- Айсен
- Капитан-Прат
- Хенераль-Каррера

## XII — ОбластьМагальянес-и-ла-Антарктика-Чилена
- Магальянес
- Антарктика-Чилена
- Тьерра-дель-Фуэго
- Ультима-Эсперанса

## RM —Столичная область
- Сантьяго
- Кордильера
- Чакабуко
- Майпо
- Мелипилья
- Талаганте

## XIV — ОбластьЛос-Риос(с октября 2007)
- Вальдивия
- Ранко

## XV — ОбластьАрика-и-Паринакота(с октября 2007)
- Арика
- Паринакота